# 相模原市立双葉小学校
相模原市立双葉小学校（さがみはらしりつ ふたば しょうがっこう）は、神奈川県相模原市南区双葉1丁目にある公立小学校。

## 教育目標
- 助け合い よく考える児童の育成

## 沿革
- 1976年（昭和51年）
  - 4月1日 - 桜台小学校・相模台小学校・谷口台小学校・大沼小学校のそれぞれの学区の一部を統合して開校。
  - 4月16日 - 学校給食開始。
  - 4月23日 - 開校記念植樹（あじさい）。
  - 5月4日 - この日（5月4日）を、開校記念日と定める。
  - 7月9日 - プール完成。
  - 9月1日 - 校章制定。
  - 11月22日 - 校歌制定。
  - 12月2日 - 校歌・校章披露式挙行。
- 1977年（昭和52年）4月11日 - 南部肢体不自由児学級（つみ木級）開級式挙行。
- 1978年（昭和53年）11月10日 - プレハブ教室設置（2教室）。
- 1980年（昭和55年）
  - 3月20日 - PTA環境整備委員会寄贈により、水生植物池設置。
  - 9月10日 - あひる小屋設置。
  - 12月13日 - PTA創立5周年記念事業として、水生植物池設置レチック完成。
- 1983年（昭和58年）1月20日 - 特色ある学校づくり、理科諸施設完成。
- 1984年（昭和59年）
  - 8月30日 - つみ木級トイレ・シャワー室完成。
  - 11月30日 - 花壇6面完成。
- 1985年（昭和60年）11月3日 - 創立10周年記念双葉祭開催し、記念式典挙行。
- 1986年（昭和61年）
  - 3月31日 - 飼育舎設置、造形砂場完成。
  - 8月30日 - 第2理科教室完成。
- 1990年（平成2年）
  - 3月31日 - プール改修。
  - 9月1日 - パソコン教室完成。
- 1992年（平成4年）6月1日 - 開校記念日を「6月1日」に改訂。
- 1994年（平成6年）3月31日 - 給食室増改築・飼育舎増築。
- 1995年（平成7年）
  - 4月30日 - 水銀灯3基設置。
  - 11月18日 - 創立20周年記念式典挙行。
- 1997年（平成9年）11月30日 - 校舎B棟の大規模改修完成（教室へのFFストーブ設置）。
- 1998年（平成10年）11月30日 - 校舎A棟（管理棟）大規模改修完成。校舎B棟エレベーター設置。キューピクル拡張完成。運動場南側防球ネット完成。
- 2001年（平成13年）
  - 3月23日 - 運動場東側防球ネット完成。
  - 6月16日 - 体育館トイレ改装工事。
  - 8月20日 - パソコンルーム機器更新。
- 2002年（平成14年）
  - 1月18日 - 監視ビデオカメラ設置。
  - 2月16日 - 飼育小屋排水及び洗い場完成。
  - 2月17日 - 校門改装工事。
- 2004年（平成16年）8月31日 - 窓サッシ鍵取り替え。
- 2005年（平成17年）
  - 2月1日 - プール腰洗い場工事。
  - 2月15日 - 非常用発電装置設置。
  - 3月18日 - 給食室水道管取り替え。
  - 3月19日 - 3階通路整備改修。
  - 6月8日 - 給食室水道管取り替え。
  - 11月12日 - 30周年記念式典挙行、祝賀会・学習発表会開催。
- 2006年（平成18年）
  - 2月10日 - 校庭整備工事完成。
  - 3月10日 - 30周年記念事業双葉讃歌レリーフ完成。
  - 6月14日 - 学校周辺グリーンベルト工事。
  - 11月11日 - ふたばっ子見まもり隊設立総会。
- 2007年（平成19年）
  - 9月27日 - 津久井4町との合併記念植樹。
  - 10月31日 - ベランダ修繕。
- 2008年（平成20年）
  - 4月26日 - プールシャワー周辺改修。
  - 8月20日 - 校舎ベランダ手すり塗装。
- 2009年（平成21年）9月12日 - A棟1階昇降口水飲み場改修。
- 2010年（平成22年）
  - 2月21日 - 地上デジタル放送対応テレビの設置
  - 2月26日 - 校庭遊具「ブランコ（新規格）」設置。
- 2011年（平成23年）
  - 3月30日 - 作業室兼倉庫設置。
  - 8月29日 - 1学年と2学年教室に網戸設置。
  - 11月30日 - 体育館改修完成。
- 2012年（平成24年）
  - 3月30日 - 作業室兼倉庫設置。
  - 4月1日 - ふたば級開級。
- 2013年（平成25年）3月26日 - 空調設備設置。
- 2014年（平成26年）3月31日 - 双葉児童クラブ完成。
- 2015年（平成27年）
  - 2月27日 - 校舎A棟エレベーター設置。
  - 6月1日 - おやじの会協力事業「芝生の山つくり」
- 2016年（平成28年）4月1日 - つみ木級新教室を旧児童クラブへ移動。
- 2019年（平成31年・令和元年）
  - 4月17日 - ねむの木植樹。
  - 7月10日 - 双葉富士改修工事。

## 年間行事
- 5月：運動会

## 児童数・学級数
- 本校の児童数は全学年合計で553人。学級数は全学年合計で26学級となっている（2024年（令和6年）5月1日現在）[1]。

## 通学区域
- 相模原市南区[2]
  - 麻溝台1丁目（2番～13番）
  - 麻溝台2丁目（全域）
  - 麻溝台3丁目（全域）
  - 麻溝台4丁目（全域）
  - 麻溝台5丁目（1番～14番）
  - 大字麻溝台（761番・1060番・1061番・1117番～1123番・1395番・1429番・1431番～1442番・1524番・1525番・1534番・1537番～1541番・1543番・1849番・1852番～1856番・1858番・1868番・1968番・1969番・1971番・1985番～1989番・1991番・1992番）
  - 大野台4丁目（30番）
  - 北里1丁目（15番）
  - 北里2丁目（全域）
  - 西大沼5丁目（全域）
  - 東大沼4丁目（15番～24番）
  - 双葉1丁目（全域）
  - 御園3丁目（全域）
  - 御園4丁目（全域）
  - 御園5丁目（全域）

## 進学中学校
- 相模原市南区[3]
  - 相模原市立麻溝台中学校

## 交通アクセス
- 神奈川中央交通
  - 「古09」・「町09」で、「双葉小学校前」停留所から、学校正門まで、
    - 古淵駅・町田バスセンター行のりばから、徒歩約260m・約4分。
    - 小田急相模原駅行のりばから、徒歩約290m・約5分。

  - 「大55」・「大58」・「大59」・「大60」・「小04」・「小14」・「相21」の各系統で、「麻溝台中学校入口」停留所から、学校正門まで、
    - さがみ緑風会行・北里大学病院・北里大学行・北里大学病院・北里大学経由経由麻溝車庫行・女子美術大学行・相模原駅南口行のりばから、徒歩約600m・約9分。
    - 相模大野駅北口行・小田急相模原駅行のりばから、徒歩約590m・約6分。